# Доробанцу (Констанца)
Доробанцу (рум. Dorobanțu) насеље је у Румунији у округу Констанца у општини Николаје Балческу. Oпштина се налази на надморској висини од 87 m.

## Становништво
Према подацима из 2002. године у насељу је живело 1760 становника.

### Попис2002.
| Расподела становништва по националности 2002.‍ | Расподела становништва по националности 2002.‍ | Расподела становништва по националности 2002.‍ | Расподела становништва по националности 2002.‍ | Расподела становништва по националности 2002.‍ |
| --------------------------------------------- | --------------------------------------------- | --------------------------------------------- | --------------------------------------------- | --------------------------------------------- |
|                                               |                                               |                                               |                                               |                                               |
| Румуни                                        | Румуни                                        |                                               | 1.751                                         | 99,6%                                         |
| Мађари                                        | Мађари                                        |                                               | 7                                             | 0,4%                                          |